# Melaleuca pancheri
Melaleuca pancheri là một loài thực vật có hoa trong Họ Đào kim nương. Loài này được (Brongn. & Gris) Craven & J.W.Dawson mô tả khoa học đầu tiên năm 1998.